# Valborgsaften
Valborgsaften (på tysk Walpurgisnacht) er aftenen før 1. maj (valborgsdag). Navnet henviser til den engelske nonne Sankt Walpurga (død 779), som var på mission i Frankerriget. Hendes navn er fordansket til Valborg. 
På den aften våger man for ikke at blive overlistet af de underjordiske kræfter. Man tænder fx bål på højene. Nogle steder blev majstangen rejst. Den er en høj mast pyntet med kranse, frisk bøgeløv og farvede bånd og er symbol på sommerens frugtbarhed.
Traditionerne går tilbage til førkristen tid, hvor både de keltiske og germanske folk fejrede overgangen fra vinter til sommer på denne aften. Først sent kom forestillingen om en heksesabbat ind i folketroen. I Danmark (især i Jylland) mente man, at heksene red til Tromsø kirke – der regnedes som tæt på grænsen til hedenskabet. I Tyskland var det Bloksbjerg, der var målet for heksene.
Det var også en hedensk skik, at valborgsbålene ikke måtte tændes med almindelig ild, men kun med vild ild. Den kunne kun skaffes på den ældgamle måde: Ved gnidning af to stykker træ mod hinanden. Denne ild benævntes i alle germanske lande med et beslægtet ord (dansk og norsk: nødild, tysk: Notfeuer, engelsk: neidfire eller nedfire). I det mellemsvenske område Dalarna er det endnu skik at springe gennem valborgsbålet.
I Tyskland regnes skikken at stamme fra keltisk tid, hvor man tændte halvårsfesternes hellige bål på samme måde. Kirken blev tidligt opmærksom på denne hedenskab og forbød på  kirkemødet år 742 de kristne tyskere at tænde de ugudelige bål, som de kaldte niedfeor (nødild). Tyskerne opgav dog som nordboerne ikke den gamle skik.

## I populærkultur
Ifølge Goethes Faust (1808) er det på valborgsaften, at den årlige heksesabbat finder sted på Bloksbjerg.
Disney-tegnefilmen Fantasia (1940) slutter på Bloksbjerg, hvor dæmonen Chernobog slipper mørkets kræfter løs valborgsaften.
I Hammer-filmen The Devil Rides Out (1968) foregår den store sabbat, hvor djævelen manifesterer sig, på valborgsaften.
I Poul Glargaard og Jan Gustavsens historie om Gravkammerets hemmelighed fra 1985, fra lydbogs-serien Lyt – hvis du tør, vandrer en eventyrlysten englænder (Jonathan Harker) på valborgsaften gennem en skov til en 'tilsyneladende' forladt landsby – selvfølgelig med dramatiske konsekvenser til følge. Originalhistorien er skrevet af Bram Stoker og udgivet posthumt som Dracula's Guest. Det var et kapitel, som oprindeligt var kasseret fra Stokers kendte roman fra 1897 om vampyren grev Dracula.
I anime'en Puella Magi Madoka Magica (2011) er Walpurgis Night (valborgsaften på engelsk) navnet på en magtfuld heks, der kommer frem uden at behøve at gemme sig.
Hos wiccanere kaldes 1. maj også for Beltane.

### Musik
Sange
- Erste Allgemeine Verunsicherung: "Die Hexen kommen"
- Fates Warning: "Night on Bröcken"
- Faun: "Walpurgisnacht"
- Formosa: "Night of the Witch"
- Hellripper: "Hexennacht"
- K.I.Z: "Walpurgisnacht"
- Merlons Lichter: "Maifeuer"
- Procol Harum: "Repent Walpurgis
- Running Wild: "Walpurgis Night"
- Schandmaul: "Walpurgisnacht"
- Stormwitch: "Walpurgis Night"
- The Vision Bleak: "The Blocksberg Rite"
- Roland Zoss: "Walpurgisnacht-Ballade"

Andet
- GFriend: Walpurgis Night. Album
- Charles Gounod: La nuit de Walpurgis. Opera Faust. Ballet divertissement
- Felix Mendelssohn Bartholdy: Die erste Walpurgisnacht. (Opus 60)
- Belphegor: Walpurgis Rites. Musikalbum
- Liars: They were wrong so we drowned. Musikalbum

## Nazister
Nazisterne havde et særligt forhold til valborgnatten: en tysk dokumentarfilm af samme navn fortæller om den hemmelige SS-undersøgelse af hekseforfølgelsen, der førte til udnævnelsen af jøderne som den germanske races fjende nummer 1. 